# Вейн (округ Вашингтон, Вісконсин)
Вейн (англ. Wayne) — місто (англ. town) в США, в окрузі Вашингтон штату Вісконсин. Населення — 2182 особи (2020).

## Демографія
Згідно з переписом 2010 року, у місті мешкало 2169 осіб у 768 домогосподарствах у складі 649 родин. Було 797 помешкань
Расовий склад населення:
| - 98,5 % — білих - 0,4 % — чорних або афроамериканців - 0,2 % — корінних американців - 0,1 % — вихідців з тихоокеанських островів |

До двох чи більше рас належало 0,5 %. Частка іспаномовних становила 1,0 % від усіх жителів.
За віковим діапазоном населення розподілялося таким чином: 26,3 % — особи молодші 18 років, 63,6 % — особи у віці 18—64 років, 10,1 % — особи у віці 65 років та старші. Медіана віку мешканця становила 40,6 року. На 100 осіб жіночої статі у місті припадало 105,4 чоловіків;  на 100 жінок у віці від 18 років та старших — 109,0 чоловіків також старших 18 років.
Середній дохід на одне домашнє господарство  становив 93 768 доларів США (медіана — 84 010), а середній дохід на одну сім'ю — 103 016 доларів (медіана — 91 750). Медіана доходів становила 59 955 доларів для чоловіків та 39 853 долари для жінок. За межею бідності перебувало 3,8 % осіб, у тому числі 2,4 % дітей у віці до 18 років та 8,6 % осіб у віці 65 років та старших.
Цивільне працевлаштоване населення становило 1281 особа. Основні галузі зайнятості: виробництво — 22,3 %, освіта, охорона здоров'я та соціальна допомога — 15,9 %, роздрібна торгівля — 12,1 %, будівництво — 10,9 %.